# John Alite
John Edward Alite (New York, 30 settembre 1962) è un ex mafioso e collaboratore di giustizia statunitense di origini albanesi, ex affiliato della famiglia criminale Gambino. Nel 2008 decise di collaborare con le autorità, accettando di testimoniare contro il clan e l'allora boss John Gotti, Jr.
Nello stesso anno, Alite si è dichiarato colpevole di racket, due omicidi e una serie di altri reati, venendo condannato a un totale di 10 anni di detenzione nel 2011. Grazie alla sua collaborazione con gli inquirenti, nel 2012 è stato rilasciato con la condizionale.
Nella sua carriera criminale Alite sostiene di aver sparato a circa 30-40 persone, averne picchiate circa 100 con una mazza da baseball e di averne uccise sei. Alite ha in seguito preso le distanze dal crimine organizzato ed è diventato uno speaker motivazionale, un podcaster e un autore di libri.

## Biografia
Alite è nato il 30 settembre 1962 nel Queens, a New York, crescendo con la famiglia a Woodhaven; i suoi nonni erano immigrati albanesi provenienti da Argirocastro. Pur avendo ottenuto una borsa di studio per giocare a baseball all'Università di Tampa, decise di abbandonare gli studi dopo tre anni. Cresciuto nello stesso quartiere di John Gotti, Jr., figlio del famigerato boss John Gotti, i due sono stati amici fin dall'infanzia, con Alite a fare da testimone di nozze di Gotti Jr. nel 1990.
Alite si affiliò presto alla famiglia Gambino, guidando una banda a Tampa che estorceva i parcheggiatori rivali e riferiva al capo locale Ronald Trucchio. Organizzò inoltre per conto del clan l'acquisto del Mirage, un nightclub di Tampa.
Nel 1995, Charles Carneglia e Alite furono coinvolti in un'importante cospirazione per assassinare John Gotti, Jr.. Più tardi, nello stesso anno, Alite fu arrestato per possesso illegale di arma da fuoco in violazione di un accordo di libertà vigilata e trascorse tre anni in prigione. Dopo il suo rilascio, ad Alite furono comminati altri tre mesi di carcere per aver fatto da intermediario con la guardia carceraria Troy Kemmerer, che contrabbandava kit per la donazione di sperma all'interno e all'esterno della prigione federale di Allenwood per il detenuto Antonino Parlavecchio, che stava cercando di mettere incinta sua moglie Maria.
Accusato di racket dalle autorità federali statunitensi per le attività del suo gruppo in Florida, Alite fuggì a Rio de Janeiro nel gennaio 2004, vivendo e lavorando nel quartiere di Copacabana per 10 mesi, prima di venire arrestato dalla polizia brasiliana. Ha quindi scontato due anni di carcere in Brasile e alla fine è stato estradato a Tampa, venendo processato nel 2006.
Nel gennaio 2008, Alite si è dichiarato colpevole di accuse di racket che includono due omicidi, quattro cospirazioni per omicidio, almeno otto sparatorie nonché varie violazioni di domicilio e rapine a mano armata tra New York, New Jersey, Pennsylvania e Florida. Nello stesso anno Alite ha accettato di diventare un collaboratore di giustizia, testimoniando nel processo contro John Gotti Jr e accusandolo di almeno otto omicidi. Tuttavia, la giuria non ha ritenuto Alite un testimone credibile e non ha raggiunto un verdetto unanime su tutte le accuse contro Gotti, spingendo il giudice a dichiarare l'annullamento del processo e a rilasciare Gotti.
Il 26 aprile 2011, Alite è stato condannato a un totale di 10 anni di carcere. Nel gennaio 2012, è stato rilasciato con la condizionale per cinque anni; nell'ottobre 2015, è tornato in carcere per tre mesi per aver violato gli accordi con le autorità giudiziarie.
Dopo il rilascio, Alite è diventato uno speaker motivazionale per i giovani che vogliono evitare il crimine.